# Kanton Mézières-sur-Issoire
Kanton Mézières-sur-Issoire (francouzsky Canton de Mézières-sur-Issoire) je francouzský kanton v departementu Haute-Vienne v regionu Limousin. Tvoří ho devět obcí.

## Obce kantonu
- Bussière-Boffy
- Bussière-Poitevine
- Gajoubert
- Mézières-sur-Issoire
- Montrol-Sénard
- Mortemart
- Nouic
- Saint-Barbant
- Saint-Martial-sur-Isop